# ガスパリニサウラ
ガスパリニサウラは、鳥盤目鳥脚亜目ヒプシロフォドン科に分類される、白亜紀後期に生息した小型の植物食恐竜の属である。

## 名前の意味・発見場所
ガスパリニサウラとは、「ガスパリニ（アルゼンチンの古生物学者）のトカゲ」を意味する。化石はアルゼンチンで発見された。

## 全体の特徴
体長は約65ｃｍ程度。上下の顎にそれぞれ約24本の歯があり、頭骨のうち、目の入る孔の部分は、かなり大きくなっていた。ガスパリニサウラをはじめとしたヒプシロフォドン類は、肉食恐竜から身を守る為に夜活動する、夜行性の恐竜だったと考えられる。なお、化石からは食べ物を消化するのに充分な量の胃石が発見されている。